# Aichi-kenritsu Geijutsu Daigaku

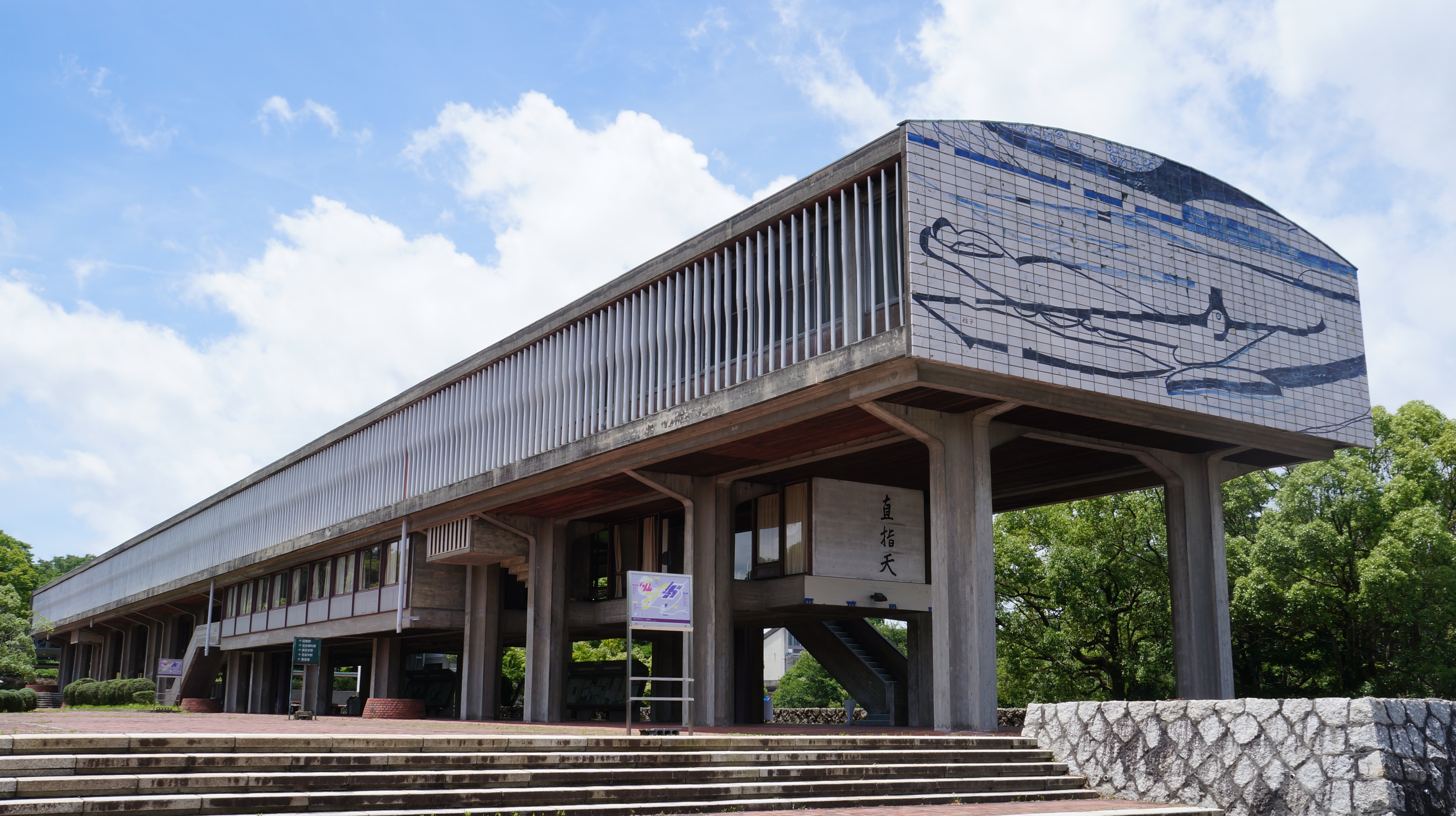
Hörsaalgebäude (2015)

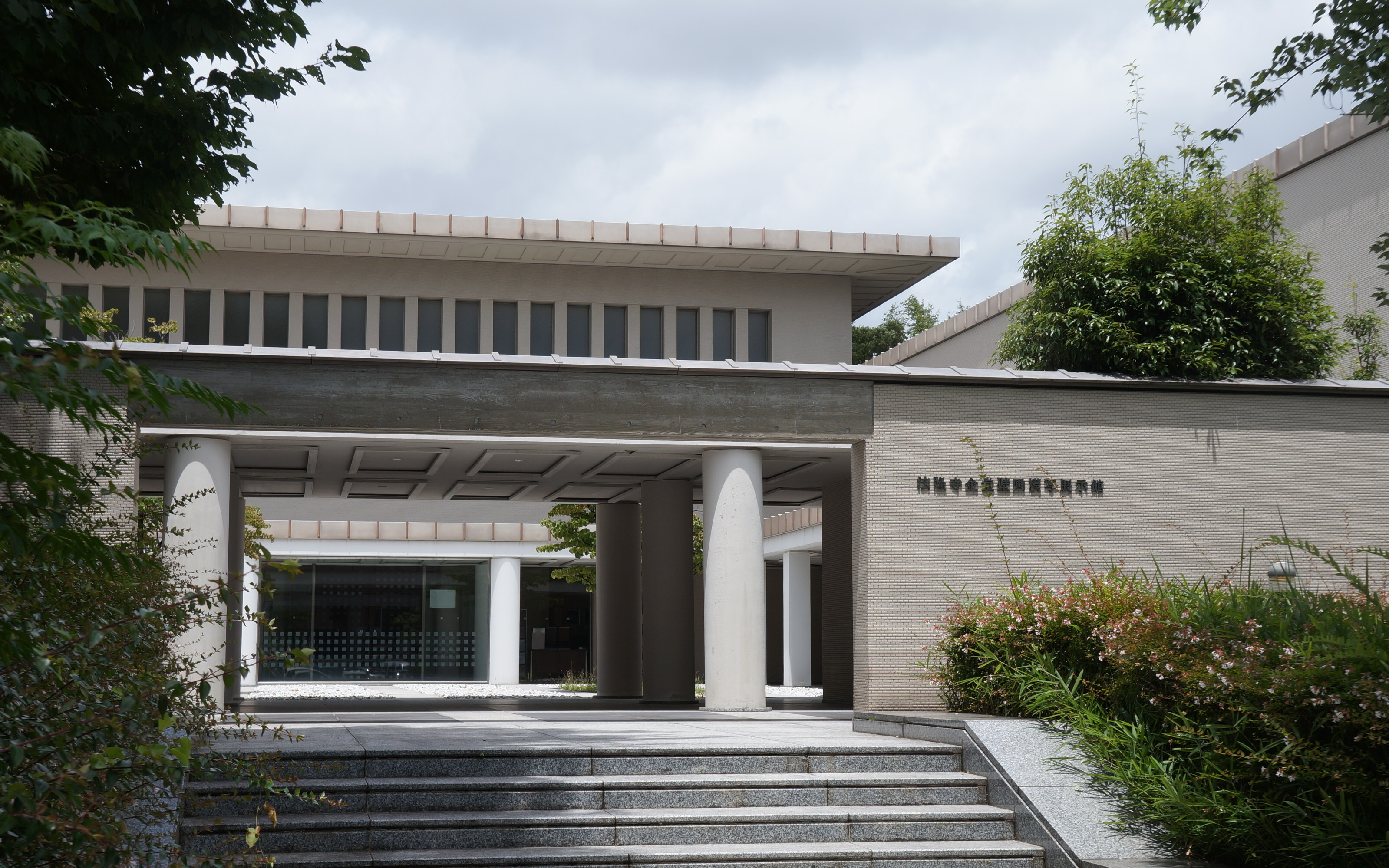
Museum für Reproduktionen der Wandmalereien vom Tempel Hōryū-ji (2015)

Die Aichi-kenritsu Geijutsu Daigaku (japanisch 愛知県立芸術大学, dt. „Präfekturale Kunsthochschule Aichi“; engl. Aichi University of the Arts, kurz: AUA) ist eine öffentliche Universität in Nagakute in der Präfektur Aichi (Japan).

## Geschichte
Die Universität wurde 1966 gegründet. Die Gestaltung der in den 1960er Jahren erbauten Schulgebäude ist ein Werk von Junzō Yoshimura. Vor dem April 2013 war der englische Name „Aichi Prefectural University of Fine Arts and Music“. 1970 richtete sie die Graduiertenschule (Masterstudiengänge) ein, 2009 dann die Doktorkurse.
Die Universität hat das Universitätskunstmuseum und das Museum für Reproduktionen der Wandmalereien vom Tempel Hōryū-ji im Nagakute-Campus, und die Satellit-Galerie SA-KURA in Nagoya.

## Fakultäten
- Fakultät für Bildende Kunst
  - Abteilung für Fine Arts
  - Abteilung für Design und Handwerk

- Fakultät für Musik
  - Kurs für Musikkomposition
  - Kurs für Vokalmusik
  - Kurs für Instrumentalmusik (Klavier / Saiteninstrumente / Blas- und Schlaginstrumente)